# Nati nel 1987/Novembre
| Questa pagina contiene informazioni ricavate automaticamente dalle voci biografiche con l'ausilio del template Bio e di un bot. L'aggiornamento è periodico e automatico e ricostruisce completamente la pagina. Se manca una persona in questa lista, sei pregato di non aggiungerla, ma accertati piuttosto che la sua voce biografica contenga il template Bio e che i dati anagrafici siano correttamente compilati. Se il template Bio manca, inseriscilo tu stesso o, in alternativa, metti l'avviso {{tmp\|Bio}} che ne segnala la mancanza. Se i dati riportati sono sbagliati, correggi direttamente la voce biografica; le modifiche saranno visibili in questa lista entro pochi giorni. Per chiarimenti vedi il progetto biografie. La lista contiene solo le 398 persone che sono citate nell'enciclopedia e per le quali è stato implementato correttamente il template Bio. Pagina aggiornata al 2 ago 2025. |

- 1º novembre - Saori Ariyoshi, calciatrice giapponese
- 1º novembre - Alice Bellagamba, ballerina, attrice e direttrice artistica italiana
- 1º novembre - Zach Cherry, attore statunitense
- 1º novembre - Jamie Demetriou, comico, attore e sceneggiatore britannico
- 1º novembre - Timothy Dupont, ciclista su strada belga
- 1º novembre - Tony Hurel, ex ciclista su strada francese
- 1º novembre - Bruce Irvin, giocatore di football americano statunitense
- 1º novembre - Uhunoma Osazuwa, ex multiplista nigeriana
- 1º novembre - Nicolás Romano, cestista argentino
- 1º novembre - Jordi Rubio, calciatore andorrano
- 1º novembre - Dagno Siaka, allenatore di calcio e ex calciatore ivoriano
- 1º novembre - Ėduard Žaŭneraŭ, calciatore bielorusso
- 2 novembre - Thomas Barrows III, velista statunitense
- 2 novembre - Matej Beňuš, canoista slovacco
- 2 novembre - Daniel Bolívar, giocatore di calcio a 5 colombiano
- 2 novembre - Jessica Candelario, pallavolista portoricana
- 2 novembre - Dani Castellano, calciatore spagnolo
- 2 novembre - Javi Castellano, calciatore spagnolo
- 2 novembre - Danny Cipriani, rugbista a 15 britannico
- 2 novembre - Karim El-Kerem, attore spagnolo
- 2 novembre - Ali Hassanzadeh, giocatore di calcio a 5 iraniano
- 2 novembre - Hamed Koné, ex calciatore ivoriano
- 2 novembre - Petar Marić, cestista croato
- 2 novembre - Daniel Sikorski, ex calciatore austriaco
- 2 novembre - Samir Singh, wrestler canadese
- 2 novembre - Slaven Stjepanović, calciatore montenegrino
- 2 novembre - Tebalu Zawude, ex mezzofondista e ex maratoneta etiope
- 3 novembre - Courtney Barnett, cantautrice australiana
- 3 novembre - Cameron, wrestler statunitense
- 3 novembre - Elizabeth Smart, giornalista statunitense
- 3 novembre - Shlomi Harush, cestista israeliano
- 3 novembre - Charlie Houchin, ex nuotatore statunitense
- 3 novembre - Colin Kaepernick, attivista e giocatore di football americano statunitense
- 3 novembre - Alla Kudrjavceva, ex tennista russa
- 3 novembre - Lukáš Lacko, ex tennista slovacco
- 3 novembre - Ty Lawson, cestista statunitense
- 3 novembre - Walter Nestola, attore italiano
- 3 novembre - Marco Sau, calciatore italiano
- 3 novembre - Samuel Scheimann, ex calciatore israeliano
- 3 novembre - Felix Schütz, hockeista su ghiaccio tedesco
- 3 novembre - Kyle Seager, ex giocatore di baseball statunitense
- 3 novembre - Gemma Ward, supermodella e attrice australiana
- 3 novembre - Mariam Yehya Ibrahim, medico sudanese
- 4 novembre - Jermaine Beal, ex cestista statunitense
- 4 novembre - Tim Breukers, calciatore olandese
- 4 novembre - T.O.P, rapper, cantautore e produttore discografico sudcoreano
- 4 novembre - Adolph Joseph DeLaGarza, ex calciatore statunitense
- 4 novembre - Carlos Gaete Moggia, calciatore svedese
- 4 novembre - Artur Jędrzejczyk, calciatore polacco
- 4 novembre - Elishay Kadir, cestista israeliano
- 4 novembre - Osmar López, calciatore guatemalteco
- 4 novembre - Natalija Lupu, mezzofondista ucraina
- 4 novembre - Mossis Madu, giocatore di football americano statunitense
- 4 novembre - Trouble, rapper statunitense († 2022)
- 4 novembre - Carlo Sciaccaluga, regista teatrale, attore e traduttore italiano
- 4 novembre - Bryan Walters, giocatore di football americano statunitense
- 4 novembre - Rhoys Wiggins, ex calciatore gallese
- 5 novembre - Federica Biganzoli, pallavolista italiana
- 5 novembre - Erin Brady, modella statunitense
- 5 novembre - Çağlar Ertuğrul, attore turco
- 5 novembre - Alejandro Fuentes, cantante cileno
- 5 novembre - Charles Hoskinson, informatico e imprenditore statunitense
- 5 novembre - Kevin Jonas, chitarrista, pianista e cantante statunitense
- 5 novembre - Allysin Kay, wrestler statunitense
- 5 novembre - Jason Kelce, ex giocatore di football americano statunitense
- 5 novembre - Chris Knierim, ex pattinatore artistico su ghiaccio statunitense
- 5 novembre - O.J. Mayo, cestista statunitense
- 5 novembre - Anna Pietrzak, ex cestista polacca
- 5 novembre - Ante Puljić, calciatore croato
- 5 novembre - Edoardo Stochino, nuotatore italiano
- 5 novembre - Ben Swift, ciclista su strada e pistard britannico
- 5 novembre - Stauros Toutziarakīs, cestista greco
- 6 novembre - Niccolò Campriani, ex tiratore a segno italiano
- 6 novembre - Jocques Crawford, giocatore di football americano statunitense
- 6 novembre - Daniele Guglielmo Gatti, scacchista e compositore di scacchi italiano
- 6 novembre - Ana Ivanović, ex tennista serba
- 6 novembre - Aljaž Laharnar, giocatore di calcio a 5 sloveno
- 6 novembre - Atte Ohtamaa, hockeista su ghiaccio finlandese
- 6 novembre - Sacha Treille, hockeista su ghiaccio francese
- 7 novembre - Cathy Bou Ndjouh, calciatrice camerunese
- 7 novembre - Reba Buhr, doppiatrice statunitense
- 7 novembre - Veronica Calabrese, taekwondoka italiana
- 7 novembre - Pablo Martínez, attore e cantante argentino
- 7 novembre - Keegan Pereira, calciatore indiano
- 7 novembre - Halyna Pundyk, schermitrice ucraina
- 7 novembre - Caleb Schlauderaff, ex giocatore di football americano statunitense
- 7 novembre - Rachele Brooke Smith, attrice, ballerina e youtuber statunitense
- 7 novembre - Danny Torres, calciatore salvadoregno
- 7 novembre - Lolo Urbano, giocatore di calcio a 5 spagnolo
- 7 novembre - Tatsuya Yamashita, calciatore giapponese
- 7 novembre - Yi Li, ex cestista cinese
- 8 novembre - Édgar Benítez, calciatore paraguaiano
- 8 novembre - Sam Bradford, giocatore di football americano statunitense
- 8 novembre - Víctor Córdoba, ex calciatore colombiano
- 8 novembre - Julio Domínguez, calciatore messicano
- 8 novembre - Jonathan Gibson, cestista statunitense
- 8 novembre - Eduardo Gurbindo, pallamanista spagnolo
- 8 novembre - Kazuchika Okada, wrestler giapponese
- 8 novembre - Ronnie Reniers, ex calciatore olandese
- 8 novembre - Kostadin Zahov, calciatore macedone
- 8 novembre - Mohd Faiz Subri, calciatore malese
- 9 novembre - Nouchka Fontijn, pugile olandese
- 9 novembre - Jennifer Holland, attrice statunitense
- 9 novembre - Adam Łapeta, cestista polacco
- 9 novembre - Mari Laukkanen, ex biatleta e ex fondista finlandese
- 9 novembre - Mattea Meyer, politica svizzera
- 9 novembre - Robert Scott Wilson, attore e modello statunitense
- 9 novembre - Zahara, cantautrice sudafricana († 2023)
- 9 novembre - Francine Zouga, calciatrice camerunese
- 10 novembre - D.J. Augustin, ex cestista statunitense
- 10 novembre - Choe Hui-jin, cestista sudcoreana
- 10 novembre - Linda Fäh, modella svizzera
- 10 novembre - Uğur Güneş, attore turco
- 10 novembre - Mostafa Kahraba, calciatore egiziano
- 10 novembre - Jessica Kirkland, ex tennista statunitense
- 10 novembre - Edi Maia, astista portoghese
- 10 novembre - Mirko Ranù, ballerino, cantante e attore italiano
- 10 novembre - Robinho, calciatore brasiliano
- 10 novembre - Nicola Tessari, allenatore di hockey su ghiaccio e ex hockeista su ghiaccio italiano
- 10 novembre - Paulin Voavy, calciatore malgascio
- 11 novembre - Chiara Di Benedetto, politica italiana
- 11 novembre - Lassana Fané, ex calciatore maliano
- 11 novembre - Vinny Guadagnino, personaggio televisivo e attore statunitense
- 11 novembre - Ludi Lin, attore e artista marziale cinese
- 11 novembre - Steeve Louissaint, cestista svizzero
- 11 novembre - Olav Lundanes, orientista norvegese
- 11 novembre - Elisa Mainardi, calciatrice italiana
- 11 novembre - Giles Matthey, attore britannico
- 11 novembre - Vitālijs Meļņičenko, calciatore lettone
- 11 novembre - Jairzinho Pieter, calciatore olandese († 2019)
- 11 novembre - Anton Poljakov, politico ucraino († 2021)
- 11 novembre - Kawika Shoji, ex pallavolista statunitense
- 11 novembre - Maria Laura Simonetto, ex nuotatrice italiana
- 11 novembre - Alex Tanney, ex giocatore di football americano statunitense
- 11 novembre - Yūya Tegoshi, cantante e attore giapponese
- 11 novembre - Johnnie Troutman, giocatore di football americano statunitense
- 12 novembre - Giovanni Anzaldo, attore, regista e sceneggiatore italiano
- 12 novembre - Juan José Ballesta, attore spagnolo
- 12 novembre - Kindra Carlson, pallavolista statunitense
- 12 novembre - Jason Day, golfista australiano
- 12 novembre - Douglas Vieira, calciatore brasiliano
- 12 novembre - Kyndall Dykes, cestista statunitense
- 12 novembre - Kim Dong-hyun, bobbista sudcoreano
- 12 novembre - Joël Kitenge, ex calciatore congolese (Repubblica Democratica del Congo)
- 12 novembre - Kengo Kōra, attore giapponese
- 12 novembre - Scotty Lago, ex snowboarder statunitense
- 12 novembre - Mike Leake, giocatore di baseball statunitense
- 12 novembre - Benjamin Loeb, direttore della fotografia norvegese
- 12 novembre - Sabel Moffett, pallavolista statunitense
- 12 novembre - Anna Rudolf, scacchista ungherese
- 12 novembre - Anders Vistisen, politico danese
- 13 novembre - Aleksandra Lyčagina, taekwondoka russa
- 13 novembre - Robin Malmkvist, ex calciatore svedese
- 13 novembre - Saša Marjanović, calciatore serbo
- 13 novembre - Hanna Paulsberg, sassofonista e compositore norvegese
- 13 novembre - Luke Pearce, arbitro di rugby a 15 inglese
- 13 novembre - Pavao Pervan, calciatore austriaco
- 13 novembre - Tiffany Porter, ostacolista britannica
- 13 novembre - Felix Roth, ex calciatore tedesco
- 13 novembre - Vladimir Rykov, allenatore di calcio e ex calciatore russo
- 13 novembre - Aleksandra Urbańczyk, nuotatrice polacca
- 13 novembre - Dana Vollmer, ex nuotatrice statunitense
- 14 novembre - Sofia Assefa, siepista etiope
- 14 novembre - Amina Bettiche, siepista algerina
- 14 novembre - Brian Gleeson, attore irlandese
- 14 novembre - Ante Bukvić, calciatore croato
- 14 novembre - Kebba Ceesay, ex calciatore gambiano
- 14 novembre - A.J. Davis, ex cestista statunitense
- 14 novembre - Ander Elosegi, canoista spagnolo
- 14 novembre - Filimaua Fatu, calciatore samoano americano
- 14 novembre - Ben Gastauer, ex ciclista su strada lussemburghese
- 14 novembre - Giōrgos Geōrgiadīs, ex calciatore greco
- 14 novembre - Ataullah Guerra, ex calciatore trinidadiano
- 14 novembre - Stanley Havili, giocatore di football americano statunitense
- 14 novembre - Hou Yuzhuo, taekwondoka cinese
- 14 novembre - Dimitri Leonidas, attore britannico
- 14 novembre - Eva Padoan, doppiatrice italiana
- 14 novembre - Wagner Renan Ribeiro, ex calciatore brasiliano
- 15 novembre - Vanessa Benelli Mosell, direttrice d'orchestra e pianista italiana
- 15 novembre - Łukasz Cieślewicz, ex calciatore polacco
- 15 novembre - Bruno Gama, calciatore portoghese
- 15 novembre - Clevin Hannah, cestista statunitense
- 15 novembre - Arsen Kasabiev, sollevatore georgiano
- 15 novembre - Nikola Komazec, calciatore serbo
- 15 novembre - Leopold König, ex ciclista su strada ceco
- 15 novembre - Sergio Llull, cestista spagnolo
- 15 novembre - Tommy Trash, disc jockey australiano
- 15 novembre - Isaiah Osbourne, calciatore inglese
- 15 novembre - Marco Pappa, ex calciatore guatemalteco
- 15 novembre - Ľubica Štepanová, modella slovacca
- 15 novembre - Nilson Taty, calciatore saotomense
- 16 novembre - Mike Campaz, ex calciatore colombiano
- 16 novembre - Phylicia George, ostacolista, velocista e bobbista canadese
- 16 novembre - Parviz Hadi, lottatore iraniano
- 16 novembre - Mohamed Kamara, calciatore sierraleonese
- 16 novembre - Amelie Kober, ex snowboarder tedesca
- 16 novembre - Mounir Lazzez, artista marziale misto tunisino
- 16 novembre - Lazarius Levingston, giocatore di football americano statunitense
- 16 novembre - Jaba Lipartia, ex calciatore georgiano
- 16 novembre - Sōtīrīs Manōlopoulos, cestista greco
- 16 novembre - Armindo Rodrigues Mendes Furtado, ex calciatore portoghese
- 16 novembre - Derek Newton, giocatore di football americano statunitense
- 16 novembre - Aminata Niaria, modella senegalese
- 16 novembre - Oscar Olou, ex calciatore beninese
- 16 novembre - Carlos Oquendo, ciclista di BMX colombiano
- 16 novembre - Javier Orozco, ex calciatore messicano
- 16 novembre - Josef Prorok, ostacolista e velocista ceco
- 16 novembre - Ryan Taylor, giocatore di football americano statunitense
- 16 novembre - Eitan Tibi, calciatore israeliano
- 17 novembre - Najm Abdalgabar, calciatore sudanese
- 17 novembre - Tarik Belmadani, lottatore francese
- 17 novembre - Codey Burki, hockeista su ghiaccio canadese
- 17 novembre - Kat DeLuna, cantautrice statunitense
- 17 novembre - Nadija Dusanova, altista uzbeka
- 17 novembre - Russell Gómez, pilota motociclistico spagnolo
- 17 novembre - Sven Grossegger, ex biatleta e fondista austriaco
- 17 novembre - Haytham Kamal, cestista egiziano
- 17 novembre - Craig Noone, ex calciatore inglese
- 17 novembre - Gemma Spofforth, ex nuotatrice britannica
- 18 novembre - Jake Abel, attore statunitense
- 18 novembre - Angelina Armani, ex attrice pornografica statunitense
- 18 novembre - Joe Cada, giocatore di poker statunitense
- 18 novembre - Walter Leandro Capeloza Artune, calciatore brasiliano
- 18 novembre - Poppy Corby-Tuech, attrice francese
- 18 novembre - Emanuele Delucchi, pianista italiano
- 18 novembre - Jason Demetriou, calciatore inglese
- 18 novembre - Giulia Gatto, ex tennista e allenatrice di tennis italiana
- 18 novembre - Hitomi Harada, doppiatrice giapponese
- 18 novembre - Erik Midtgarden, calciatore norvegese
- 18 novembre - Neto Berola, calciatore brasiliano
- 18 novembre - Toshiya Sueyoshi, ex calciatore giapponese
- 18 novembre - Amanda Thompson, ex cestista statunitense
- 18 novembre - Andreas Thuresson, hockeista su ghiaccio svedese
- 18 novembre - Andrij Tkačuk, calciatore ucraino
- 18 novembre - Denis Totošković, giocatore di calcio a 5 sloveno
- 18 novembre - Mladen Zeljković, calciatore serbo
- 18 novembre - Zhang Zhaoxu, cestista cinese
- 18 novembre - Niki Torrão, calciatore sudafricano
- 19 novembre - Pier Alberto Buccoliero, canoista, triatleta e bobbista italiano
- 19 novembre - Alice Carpanese, nuotatrice italiana
- 19 novembre - Elisabeth Egnell, ex cestista svedese
- 19 novembre - Feng Zhe, ginnasta cinese
- 19 novembre - Iryna Krasnjans'ka, ex ginnasta ucraina
- 19 novembre - Daniel Kreutzfeldt, ex pistard e ex ciclista su strada danese
- 19 novembre - Andy Kühne, ex fondista tedesco
- 19 novembre - Thaddeus Lewis, giocatore di football americano statunitense
- 19 novembre - Azahara Muñoz, golfista spagnola
- 19 novembre - Tim Pütz, tennista tedesco
- 19 novembre - Sílvia Soler Espinosa, allenatrice di tennis e ex tennista spagnola
- 19 novembre - Philipp Walsleben, ex ciclista su strada e ciclocrossista tedesco
- 19 novembre - Tarra White, attrice pornografica ceca
- 20 novembre - Amelia Rose Blaire, attrice statunitense
- 20 novembre - Ben Hamer, calciatore inglese
- 20 novembre - Chris Hodgson, pilota motociclistico inglese
- 20 novembre - Mylène Lazare, ex nuotatrice francese
- 20 novembre - Joëlle Numainville, ex ciclista su strada canadese
- 20 novembre - Christoph Pfingsten, ex ciclista su strada e ciclocrossista tedesco
- 20 novembre - Valdet Rama, calciatore albanese
- 20 novembre - Gina Stechert, ex sciatrice alpina tedesca
- 20 novembre - Carlos Strong, ex cestista statunitense
- 21 novembre - Pablo Eduardo Caballero, calciatore uruguaiano
- 21 novembre - Jakob Dallevedove, ex calciatore tedesco
- 21 novembre - Giorgi Diak'vnishvili, ex calciatore georgiano
- 21 novembre - Andrew Driver, ex calciatore inglese
- 21 novembre - Aimee-Ffion Edwards, attrice e cantante gallese
- 21 novembre - Stefan Glarner, ex calciatore svizzero
- 21 novembre - Vasyl' Hrycuk, ex calciatore ucraino
- 21 novembre - Markel Humphrey, cestista statunitense
- 21 novembre - Andy Russell, calciatore inglese
- 21 novembre - Tim Schwartz, ex cestista tedesco
- 21 novembre - Neha Sharma, attrice indiana
- 21 novembre - Jakub Šiřina, cestista e allenatore di pallacanestro ceco
- 21 novembre - Lee Smith, ex giocatore di football americano statunitense
- 21 novembre - Andrew Wheating, ex mezzofondista statunitense
- 22 novembre - Lisbet Arredondo, pallavolista cubana
- 22 novembre - Nelson Barahona, ex calciatore panamense
- 22 novembre - Justin Cole, giocatore di football americano statunitense
- 22 novembre - Elias, wrestler e cantante statunitense
- 22 novembre - Michael Esser, calciatore tedesco
- 22 novembre - Marouane Fellaini, ex calciatore belga
- 22 novembre - Marta Grande, politica italiana
- 22 novembre - Tori Gurley, giocatore di football americano statunitense
- 22 novembre - Predrag Jeremić, calciatore serbo
- 22 novembre - Colin Miller, giocatore di football americano statunitense
- 22 novembre - Mauro Nespoli, arciere italiano
- 22 novembre - Danny Racchi, ex calciatore inglese
- 22 novembre - Malcolm Williams, ex giocatore di football americano statunitense
- 23 novembre - Cascade Brown, attrice britannica
- 23 novembre - Byun Chun-sa, pattinatrice di short track sudcoreana
- 23 novembre - Nicklas Bäckström, hockeista su ghiaccio svedese
- 23 novembre - Ekaterina Dimitrova, ex cestista bulgara
- 23 novembre - Brian Graham, calciatore e allenatore di calcio scozzese
- 23 novembre - Alban Hoxha, calciatore albanese
- 23 novembre - Kim Dae-wook, calciatore sudcoreano
- 23 novembre - Ryan Lane, attore statunitense
- 23 novembre - Mary Jean Lastimosa, modella filippina
- 23 novembre - Gerald Lee, ex cestista statunitense
- 23 novembre - Ma Jae-yoon, videogiocatore sudcoreano
- 23 novembre - Mina Markovič, arrampicatrice slovena
- 23 novembre - Matteo Nodari, hockeista su ghiaccio svizzero
- 23 novembre - Snooki, personaggio televisivo statunitense
- 23 novembre - Nuno Miguel Prata Coelho, ex calciatore portoghese
- 23 novembre - Kasia Struss, supermodella polacca
- 23 novembre - Reyare Thomas, velocista trinidadiana
- 24 novembre - Mehmed Alispahić, calciatore bosniaco
- 24 novembre - Eric Avila, allenatore di calcio e ex calciatore statunitense
- 24 novembre - Alan Brandi, giocatore di calcio a 5 argentino
- 24 novembre - Filippo Crimì, politico italiano
- 24 novembre - Nicky Deverdics, calciatore inglese
- 24 novembre - Sanel Ibrahimović, ex calciatore bosniaco
- 24 novembre - Matevž Kamnik, allenatore di pallavolo e ex pallavolista sloveno
- 24 novembre - Jeremain Lens, calciatore olandese
- 24 novembre - Myron Lewis, ex giocatore di football americano statunitense
- 24 novembre - Bogdan Milić, calciatore montenegrino
- 24 novembre - Ivan Olita, regista italiano
- 24 novembre - Nathan Orton, artista marziale misto e comico statunitense
- 24 novembre - Renate Reinsve, attrice e ex modella norvegese
- 24 novembre - Andrej Rutar, ex giocatore di calcio a 5 sloveno
- 24 novembre - Elena Satine, attrice e cantante georgiana
- 24 novembre - Rodrigo Souza Silva, calciatore brasiliano
- 24 novembre - Johan Öhagen, ex sciatore alpino svedese
- 25 novembre - Odil Ahmedov, ex calciatore uzbeko
- 25 novembre - Mark Bloom, ex calciatore statunitense
- 25 novembre - Trevor Booker, ex cestista statunitense
- 25 novembre - Dolla, rapper e modello statunitense († 2009)
- 25 novembre - Admir Kecap, calciatore serbo
- 25 novembre - Sergi Moreno, calciatore andorrano
- 25 novembre - Pierre-Alexis Pessonneaux, velocista francese
- 25 novembre - Ericson Silva, calciatore capoverdiano
- 25 novembre - Hillal Soudani, calciatore algerino
- 25 novembre - Paul Sturgess, ex cestista britannico
- 25 novembre - Yasuhiro Suzuki, pugile giapponese
- 25 novembre - Davino Verhulst, calciatore belga
- 25 novembre - Markus White, giocatore di football americano statunitense
- 26 novembre - Armando Cooper, calciatore panamense
- 26 novembre - Gino Cuccarolo, ex cestista italiano
- 26 novembre - Matthew Ebden, tennista australiano
- 26 novembre - Geandro, calciatore brasiliano
- 26 novembre - Summer Lee, politica statunitense
- 26 novembre - Fernando Lopes dos Santos Varela, calciatore capoverdiano
- 26 novembre - Riccardo Maniero, calciatore italiano
- 26 novembre - Emilie Nicolas, cantante norvegese
- 26 novembre - Kyel Reid, calciatore inglese
- 26 novembre - Evan Royster, ex giocatore di football americano statunitense
- 26 novembre - Guglielmo Scilla, youtuber, attore e conduttore radiofonico italiano
- 26 novembre - Missy Stone, ex attrice pornografica statunitense
- 26 novembre - Geōrgios Tzavellas, dirigente sportivo e ex calciatore greco
- 26 novembre - David Veilleux, ex ciclista su strada canadese
- 26 novembre - Džengis Čavušević, allenatore di calcio e ex calciatore sloveno
- 27 novembre - Anastasija Barannikova, ex saltatrice con gli sci russa
- 27 novembre - Cédric Charlier, hockeista su prato belga
- 27 novembre - Luigi Datome, ex cestista italiano
- 27 novembre - Chris Eaton, ex tennista britannico
- 27 novembre - Clare Egan, biatleta statunitense
- 27 novembre - Santiago Giraldo, ex tennista colombiano
- 27 novembre - Ben Hutchinson, ex calciatore inglese
- 27 novembre - Lashana Lynch, attrice britannica
- 27 novembre - Carolina Mendes, calciatrice portoghese
- 27 novembre - Jérôme Mombris, calciatore malgascio
- 27 novembre - Mattias Sjögren, hockeista su ghiaccio svedese
- 27 novembre - Lia Valerio, ex cestista e allenatrice di pallacanestro italiana
- 27 novembre - María del Rosario Espinoza, taekwondoka messicana
- 28 novembre - Antonino Barillà, tiratore a volo italiano
- 28 novembre - Dai Lin, calciatore cinese
- 28 novembre - Yésica Di Vincenzo, modella argentina
- 28 novembre - Whitney Engen, ex calciatrice statunitense
- 28 novembre - Karen Gillan, attrice e ex modella britannica
- 28 novembre - Daniele Paterna, arbitro di calcio italiano
- 28 novembre - Granwald Scott, calciatore sudafricano
- 28 novembre - Pablo Torres, ex ciclista su strada spagnolo
- 28 novembre - Aleksandr Čerevko, ex calciatore russo
- 29 novembre - Renae Cruz, ex attrice pornografica statunitense
- 29 novembre - Nathan Dyer, ex calciatore inglese
- 29 novembre - Adrian Hamilton, ex giocatore di football americano statunitense
- 29 novembre - Leif Kristian Haugen, ex sciatore alpino norvegese
- 29 novembre - Cashmere Cat, disc jockey e produttore discografico norvegese
- 29 novembre - Rashidat Junaid, ex cestista statunitense
- 29 novembre - David McGoldrick, calciatore inglese
- 29 novembre - Danni Miatke, nuotatrice australiana
- 29 novembre - Stephen O'Halloran, calciatore irlandese
- 29 novembre - Claudio Rinaldi, ex pattinatore di short track italiano
- 29 novembre - Sandro Wagner, allenatore di calcio e ex calciatore tedesco
- 30 novembre - Mahmoud Abou El-Saoud, calciatore egiziano
- 30 novembre - Nate Allen, giocatore di football americano statunitense
- 30 novembre - Vasilisa Bardina, ex tennista russa
- 30 novembre - Demarcus Dobbs, giocatore di football americano statunitense
- 30 novembre - Yoann Décimus, velocista e ostacolista francese
- 30 novembre - Max Gradel, calciatore ivoriano
- 30 novembre - Christel Khalil, attrice statunitense
- 30 novembre - Valentin Konovalov, politico russo
- 30 novembre - Vladislavs Kozlovs, ex calciatore lettone
- 30 novembre - Anne Kyllönen, fondista finlandese
- 30 novembre - Bakri Almadina, calciatore sudanese
- 30 novembre - Naomi, wrestler e ballerina statunitense
- 30 novembre - Daniel Noboa, politico e imprenditore ecuadoriano
- 30 novembre - Dougie Poynter, bassista, modello e stilista britannico
- 30 novembre - Faye Runaway, ex attrice pornografica statunitense
- 30 novembre - Victoria Thornley, canottiera britannica